# Entomofobia
A entomofobia, também conhecida como insectofobia ou insetofobia, é o medo anormal ou a aversão a insetos e artrópodes semelhantes, e até a vermes. As pessoas que sofrem deste tipo de doença exageram a realidade, ou seja, para elas um simples inseto é muito mais do que parece. Comumente, esta condição poderia mencionar-se como "o medo de insetos ou artrópodes". Esta condição causa um leve à reação emocional severa, uma forma de ansiedade, perda de controle ou um ataque de pânico. Este tipo de fobia a um nível bastante elevado pode causar diversos problemas no indivíduo. Este poderá não querer sair de casa com medo de aparecer algum inseto. É um determinado caso de fobias específicas, todas das quais têm escolhas semelhantes de tratamentos e basicamente as mesmas causas (diferenciando-se pela maior parte na fonte de fobia). Estas pessoas que sofrem este tipo de fobia, para se tratarem devem ter um acompanhamento psicológico.
Entre casos particulares estão a katsaridafobia (o medo de baratas), a apifobia (o medo de abelhas) e a aracnofobia (o medo de aracnídeos).
Etimologia: entomo, do grego ετόμο, significa inseto e fobia, do grego φοβία, significa medo. 

## Na cultura popular
- Misty Waterflower da franquia Pokémon demonstra sentir um grande pavor e asco por Pokémon do Tipo Inseto. Tal medo pode leva-la a entrar em pânico, gritar, ficar paralisada e até mesmo desmaiar.
- Rajesh "Raj" Koothrappali do seriado The Big Bang Theory sofre de uma leve insectofobia. Revelado no episódio 2 da 3ª temporada.